# Cristóbal de Losada y Puga
Cristóbal de Losada y Puga (Nueva York, 14 de abril de 1894 - Lima, 30 de agosto de 1961) fue un matemático e ingeniero de minas peruano. Nació el 14 de abril de 1894 en Nueva York. Ejerció la docencia en la Escuela Nacional de Ingenieros, la Universidad Mayor de San Marcos y la Pontificia Universidad Católica del Perú, donde fue decano de la Facultad de Ciencias y prorrector. Fue también ministro de Educación en el gobierno de José Luis Bustamante y Rivero y Director de la Biblioteca Nacional del Perú entre 1948 y 1961.

## Biografía
Hijo de Enrique Cristóbal de Losada Plissé y Amalia Natividad Puga y Puga, nació en Nueva York. Tenía apenas dos años de edad cuando, en 1896, falleció su padre por lo que fue llevado de regreso al Perú y se estableció en Cajamarca, la tierra de su familia materna. Allí cursó sus estudios primarios y secundarios.
En 1913 pasó a Lima para estudiar en la Escuela Nacional de Ingenieros (actual Universidad Nacional de Ingeniería), obteniendo su título de Ingeniero de Minas en 1919. Sus primeras labores profesionales las realizó afiliado al Cuerpo de Ingenieros de Minas, hasta 1923.
Ingresó también a la Facultad de Ciencias de la Universidad Mayor de San Marcos, donde se graduó en 1922 de bachiller y en 1923 de doctor en ciencias matemáticas, este último grado gracias a su tesis "Sobre las curvas de rodadura".
Se dedicó a la docencia. En la Escuela Militar de Chorrillos fue profesor de Aritmética, Geometría Descriptiva y Mecánica Elemental (1920-1926 y 1931-1940). En la Facultad de Ciencias de San Marcos fue catedrático de Cálculo Diferencial e Integral (1924-1926), y de Cálculo de Probabilidades y Física Matemática (1935-1939). En la Escuela Nacional de Ingenieros fue profesor de Mecánica Racional, Resistencia de Materiales y Cálculo Infinitesimal (1930-1931), labor que ejerció hasta el cierre de dicha Escuela por razones políticas.
En 1924 fue orador en el Congreso Internacional de Matemáticos en Toronto.
En 1931 asumió la presidencia de la Sociedad Nacional de Industrias, importante gremio empresarial del Perú.
En 1933 pasó a ser profesor de la Facultad de Ciencias e Ingeniería en la Pontificia Universidad Católica del Perú, donde enseñó Geometría Analítica, Cálculo Infinitesimal, Mecánica y Resistencia de Materiales, hasta 1953. Llegó a ser decano de dicha Facultad (1939-1946 y 1948-1950), destacando por su gran exigencia y disciplina. Fue también director de la Revista de la Universidad Católica (1938-1945) e incluso llegó a ejercer el alto cargo de prorrector (1941-1946). 
El Presidente José Luis Bustamante y Rivero lo convocó para ejercer el cargo de Ministro de Educación Pública, que ejerció del 12 de enero al 30 de octubre de 1947.
El 12 de julio de 1948 fue designado Director de la Biblioteca Nacional del Perú, cargo en el que permaneció hasta su muerte. Durante su largo periodo al frente de dicha institución, realizó una notable labor. Dirigió la revista Fénix e inauguró la Sala de Física Nuclear y Energía Atómica (1955). 
Fue miembro de la Academia Nacional de Ciencias Exactas, Físicas y Naturales del Perú, de la Asociación Peruana para el Progreso de la Ciencia y de la Academia Peruana de la Lengua. Gozó asimismo de reconocimiento internacional: fue admitido en la Real Academia de Ciencias Físicas y Naturales de Madrid, la Sociedad Matemática Española, la Sociedad Francesa de Física y la American Mathematical Association of America.
Se casó con María Luisa Marrou y Correa, fue padre de cinco hijos.

## Obras

### Obra principal
- Curso de Análisis matemático (3 volúmenes, 1945-1954)

### Otras obras
- Las anomalías de la gravedad: su interpretación geológica, sus aplicaciones mineras (1917; aumentada en 1920)
- Contribución a la teoría matemática de las clépsidras y de los filtros (1922)
- Sobre las curvas de rodadura (1923)
- Mecánica racional (1930)
- Curso de Cálculo Infinitesimal (1938)
- Teoría y técnica de la fotoelastisimetría (1941)
- Galileo (1942)
- Copérnico (1943).